# Riley Puckett

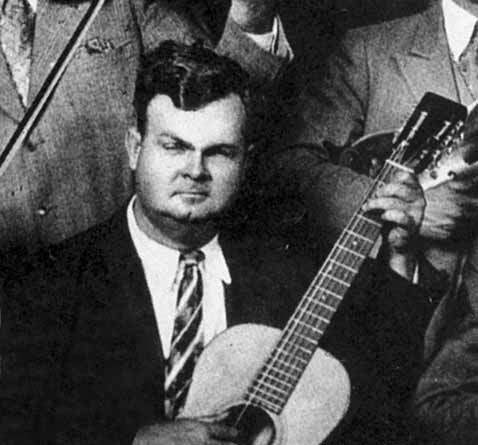
Riley Puckett

George Riley Puckett (* 7. Mai 1894 in Alpharetta, Georgia; † 14. Juli 1946 in East Point, Georgia) war ein US-amerikanischer Old-Time-Musiker und Gitarrist. Er gilt als einer der bedeutendsten Musiker und Gitarristen der 1920er und 1930er Jahre. Er ist wohl der bekannteste Gitarrist der Hillbilly-Musik und war vor allem für sein unverwechselbares Gitarrenspiel bekannt.

## Leben

### Kindheit und Jugend
Riley Puckett, der nicht von Geburt an blind war, wuchs in Alpharetta auf. Er erblindete wahrscheinlich infolge eines medizinischen Unfalls während seiner Kindheit. Schon früh zeigte Puckett musikalisches Talent. Er ging auf die Macon School für Blinde und erlernte als erstes das Banjo, gefolgt von dem Klavier und der Gitarre, auf der er einen unvergleichlichen Stil entwickelte. In seiner Jugend war Puckett ebenfalls auf Fiddle-Wettbewerben wie den Atlanta Fiddler's Conventions vertreten.

### Anfänge

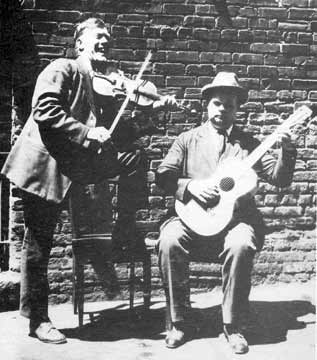
Riley Puckett (rechts) und Gid Tanner (ca. 1924)

1922 absolvierte Puckett zusammen mit Clayton McMichen und dessen Hometown Band bei dem Radiosender WSB in Atlanta seinen ersten öffentlichen Auftritt. Schon bald wurde er einer der populärsten Musiker des Senders und begann als Solist aufzutreten. Mit dem Mandolinisten Ted Hawkins und dem Fiddler Lowe Stokes schloss er sich McMichens Hometown Boys an. Im Radio war er bereits als Ball Mountain Caruso bekannt und jodelte sich in die Herzen der Zuhörer. Neben Moonshine Kate und ihrem Vater Fiddlin’ John Carson war Puckett einer der ersten Musiker, die bei WSB auftraten, was deutlich zum Erfolg des Senders beitrug. Der Sender war 1922 der erste im Süden der USA, der auf Sendung ging und wurde dementsprechend oft gehört. In dieser Zeit spielte Puckett auch als Mitglied der Hapeville String Band im Programm des Senders.

### Karriere

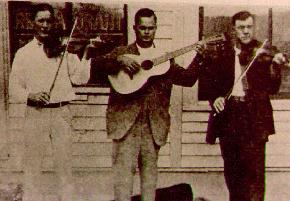
Lowe Stokes, Riley Puckett und Gid Tanner (v.l.)

1924 begleitete er seinen Freund Gid Tanner nach New York City zu Columbia Records. Tanner und Puckett hatten sich im selben Jahr in Atlanta kennengelernt, nachdem Tanner dort hingezogen war. Die beiden spielten nun in den Columbia Studios ihre ersten Platten ein. Puckett nahm unter anderem Fiddlin’ John Carsons Little Old Log Cabin in the Lane sowie Steamboat Bill und Rock All Our Babies to Sleep auf. Es waren die ersten bekannten Aufnahmen, bei denen das Blue Yodeling, eine abgewandelten Form des alpenländischen Jodelns, verwendet wurde. Puckett begleitete zudem Tanner bei dessen Aufnahmen auf der Gitarre. Die Platten verkauften sich aufgrund des „Hillbilly-Booms“ der damaligen Zeit äußerst gut.
1925 folgte eine zweite Session in New York, bei der unter anderem Oh Susanna und You’ll Never Miss Your Mother ’Til She’s Gone aufgenommen wurden. Bei diesen Aufnahmen begleitete Puckett sich selbst auf dem Banjo. Er wurde damit neben Vernon Dalhart Columbias erfolgreichster Künstler. Nach einem Jahr konnte sich Puckett von den Einkünften seiner Aufnahmen einen neuen Ford Modell T leisten, der seitlich Pucketts Namen trug. Mit diesem Auto legte Puckett die Strecken zu seinen Auftritten und nach New York zurück. Gefahren wurde er von seinem musikalischen Partner und Freund Ted Hawkins.
Ein Autounfall mit seinem Ford unterbrach seine Karriere zeitweilig. Ted Hawkins, der ebenfalls in den Unfall verwickelt war, musste sechs Monate im Krankenhaus verbringen. Puckett lernte während seines Aufenthalts im Krankenhaus seine spätere Frau Blanche Bailey kennen, die er am 18. Mai 1925 heiratete. 1930 wurde eine Tochter geboren. Jedoch blieb die Ehe nicht lange harmonisch, noch vor Pucketts Tod trennten sich die beiden.
1925 gründete er zusammen mit Gid Tanner, Clayton McMichen und Fate Norris die Band Gid Tanner and his Skillet Lickers, bei der er als Gitarrist und Sänger tätig war. Mit der Gruppe sollte er in den nächsten Jahren zu einem der ersten frühen Stars der Hillbilly-Musik werden. Puckett ist auf fast allen Aufnahmen der Band als Sänger zu hören, außer bei einigen wenigen, wo Tanner den Gesang übernahm. 1926 hatte Puckett außerdem seinen ersten großen Hit als Solist: When You’re Gone I Won’t Forget, eigentlich eine Ballade, die Puckett im Country-Stil spielte, verkaufte sich über 50.000 Mal. Auch seine nachfolgenden Veröffentlichungen waren überaus erfolgreich. Weitere Hits waren Ida Red (1927) und Red River Valley, das er zusammen mit Hugh Cross einspielte. Mit Cross arbeitete Puckett in den folgenden Jahren weiterhin zusammen, hin und wieder auch unter dem Namen The Alabama Barnstormers.
Puckett war zu einem der erfolgreichsten Musiker seiner Zeit geworden, wie auch eine von Jimmie Rodgers berichtete Begebenheit belegt: Im Frühjahr 1928 – Rodgers hatte gerade mit dem Blue Yodel No.1 seinen ersten großen Hit – vereinbarte er mit dem A&R-Manager Frank Walker ein Vorspiel für Columbia in Atlanta, da er bei RCA Victor unzufrieden war. Walker hörte sich Rodgers’ Gitarrenspiel und Gesang an, drehte sich dann zu seinem Assistenten Bill Brown um und sagte: „We don’t need Jimmie Rodgers. We’ve got Riley Puckett.“ („Wir brauchen Jimmie Rodgers nicht. Wir haben ja Riley Puckett,“).
1931 trennten sich die Skillet Lickers aufgrund interner Streitigkeiten. Als Solist konnte Puckett trotz der Weltwirtschaftskrise und der Great Depression in Amerika weiterhin hohe Plattenverkäufe verzeichnen. 1932 spielte er unter einem Pseudonym mit Clayton McMichen seinen größten Erfolg My Carolina Home ein, von dem 260.000 Exemplare verkauft wurden. Puckett tourte zusammen mit Clayton McMichen und dessen Georgia Wildcats; mit Bert Layne und Red Jones nahm er verschiedene Platten auf, unter anderem I Only Want a Buddy, Not a Sweetheart und den St. Louis Blues. Auf seinen späteren Platten wird er oft von Ted Hawkins mit der Mandoline begleitet. 1934 fanden die Skillet Lickers sich mit einer teils neuen Besetzung wieder zusammen und spielten in San Antonio, Texas ihre letzten Titel ein. Puckett war wieder Gitarrist und veröffentlichte auch einige Singles mit Gid Tanner zusammen. Ab 1936 tourte er mit „Daddy“ John Love und Bert Layne durch die Südstaaten und gründete seine eigene Zelt-Show. Danach reiste er zum vorerst letzten Mal nach New York, um mit Red Jones Platten einzuspielen, unter anderem Altoona Train Wreck, Bring Me Back to My Carolina Home oder The Broken Engagement. Bis 1940 betrat er kein Aufnahmestudio mehr. In seiner vorletzten Session nahm er einige Pop-Titel auf, darunter South Of The Border, das auch von Gene Autry und den Sons of the Pioneers eingespielt wurde. In seiner letzten Session nahm Puckett noch einmal drei Titel auf. Bis zu seinem Tod trat er zusammen mit den Stone Mountain Boys im Radio auf und war ein Jahr lang Mitglied des Tennessee Barn Dance.
Riley Puckett starb am 14. Juli 1946 im Alter von 52 Jahren an den Folgen einer Blutvergiftung.
Er wurde postum 1982 in die Atlanta Country Music Hall of Fame und 1986 in die Georgia Music Hall of Fame aufgenommen.

## Diskografie
| Jahr             | Titel                                                                       | Anmerkungen                                                                      |
| ---------------- | --------------------------------------------------------------------------- | -------------------------------------------------------------------------------- |
| Columbia Records |                                                                             |                                                                                  |
| 1924             | Little Old Log Cabin in the Lane / Rock All Our Babies to Sleep             | als George Riley Puckett                                                         |
| 1924             | Buckin’ Mule / Hen Cackle                                                   | mit Gid Tanner                                                                   |
| 1924             | Casey Jones / Steamboat Bill                                                | als George Riley Puckett                                                         |
| 1924             | Alabama Gal, Give That Fiddler a Dam / Black Eyed Susie                     | mit Gid Tanner                                                                   |
| 1924             | Johnson’s Old Gray Mule / Chicken Don’t Roost Too Big for Me                | mit Gid Tanner                                                                   |
| 1924             | Sleep Baby Sleep / Strawberries                                             | als George Riley Puckett                                                         |
| 1924             | You’ll Never Miss Your Mother ‘Till She’s Gone / Just As the Sun Went Down  |                                                                                  |
| 1924             | Sourwood Mountain / Cumberland Gap                                          | mit Gid Tanner                                                                   |
| 1924             | Bile Dem Cabbage Down / Fiddler’s Convention in Georgia, Part 2             |                                                                                  |
| 1924 (?)         | Let Me Be Your Sweetheart / Silver Threads Among the Gold                   |                                                                                  |
| 1924             | Spanish Cavalier / Swanee River                                             | A-Seite aufgenommen am 12. September 1924, Ursprung von Love Letters in the Sand |
| 1924             | We’ll Sow Righteous Seed for the Reeper / Where Is My Wandering Boy Tonight |                                                                                  |
| 1924             | Old Black Joe / When You and I Were Young, Mary                             |                                                                                  |
| 1924             | Oh Susanna / Liza Jane                                                      | B-Seite als George Riley Puckett                                                 |
| 1924             | Burglar Man / When I Had But Fifty Cents                                    |                                                                                  |
| 1924             | Always Think of Mother / Down by the Mississippi Shore                      | mit Richard Brooks                                                               |
| 1924             | Old Joe Clark / Jesse James                                                 |                                                                                  |
| 1925             | Drunkard’s Dream / Just Break the News to Mother                            |                                                                                  |
| 1925             | I Wish I Was Single Again / It’s Simply to Flirt                            |                                                                                  |
| 1925 (?)         | Whoa Mule / Railroad Bill                                                   |                                                                                  |
| 1925             | The Preacher and the Bear / Long Tongue Woman                               |                                                                                  |
| 1925             | Boston Burglar / Orphan Girl                                                |                                                                                  |
| 1925             | When I’m Gone, You’ll Soon Forget / When You’re Gone, I Won’t Forget        |                                                                                  |
| 1925             | Down by the Old Mill Stream / Won’t You Come Over to My House               |                                                                                  |
| 1925             | I’ll Never Get Drunk Anymore / You’re Be Surprised                          |                                                                                  |
| 1925             | To Wed You in the Golden Summertime / Hello Central, Give Me Heaven         |                                                                                  |
| 1925             | Send Back My Wedding Ring / Wait Till the Sun Shines, Nellie                |                                                                                  |
| 1926             | Wal I Swan / Everbody Works But Father                                      |                                                                                  |
| 1926             | Rock-A-Bye Baby / Sauerkraut                                                |                                                                                  |
| 1926             | I’m Drifting Back to Dreamland / My Carolina Home                           | B-Seite mit Bob Nichols                                                          |
| 1926             | Sally Goodwin / Ida Red                                                     |                                                                                  |
| 1926             | Put My Little Shoes Away / Take Me Back to My Carolina                      |                                                                                  |
| 1926             | Underneath the Mellow Moon / Ring Waltz                                     | mit Bob Nichols                                                                  |
| 1926             | Jack and Jill / Down in Arkansas                                            |                                                                                  |
| 1927             | Till We Meet Again / I’m Forever Blowing Bubble                             | mit Bob Nichols                                                                  |
| 1927             | Fuzzy Rag / The Darkey’s Wail                                               |                                                                                  |
| 1927             | Little Log Cabin in the Lane / Sleep Baby Sleep                             |                                                                                  |
| 1927             | Alabama Gal / Fire on the Mountain                                          |                                                                                  |
| 1927 (?)         | My Puppy Bud / My Poodle Dog                                                |                                                                                  |
| 1927             | Let the Rest of the World Go By / That Old Irish Mother of Mine             | mit Bob Nichols                                                                  |
| 1927             | Red River Valley / When You Wore a Tulip                                    | mit Hugh Cross                                                                   |
| 1927             | In the Shade of the Old Apple Tree / My Blue Ridge Mountain Queen           | mit Bob Nichols                                                                  |
| 1927             | Come Be My Rainbow / Red Wing                                               |                                                                                  |
| 1928             | Blue Yodel / Mama Don’t Allow No Low Down Riders Here                       | Blue Yodel im Original von Jimmie Rodgers                                        |
| 1928             | Where the Morning Glories Grow / My Wild Irish Rose                         | mit Hugh Cross                                                                   |
| 1928             | Little Maumee / Breeze                                                      |                                                                                  |
| 1928             | Old Molly Hare / Slim Gal                                                   | mit Clayton McMichen                                                             |
| 1928             | Trail of the Lonesome Pine / Neath the Old Apple Tree                       | A-Seite mit Bob Nichols; B-Seite mit Clayton McMichen                            |
| 1928             | Away out on the Mountain / Moonshiner’s Dream                               |                                                                                  |
| 1928             | Call Me Back Pal of Mine / Clover Blossoms                                  | mit Hugh Cross                                                                   |
| 1928             | Dear Old Dixieland / When the Mapple Leaves Are Falling                     | mit Bob Nichols                                                                  |
| 1928             | Bill Johnson / Paddy, Won’t You Drink Some Cider?                           | mit Clayton McMichen                                                             |
| 1928             | I’m Going to Georgia / On the Other Side of Jordan                          |                                                                                  |
| 1928             | I’m Going Where the Chilli Winds Blow / Don’t Try for It Can’t Be Done      |                                                                                  |
| 1929             | Carolina Moon / Will You Ever Think of Me                                   |                                                                                  |
| 1929             | Waiting for a Train / I’m up in the Air About Mary                          | Waiting for a Train im Original von Jimmie Rodgers                               |
| 1929             | Tuck Me to Sleep / Go Feather Your Nest                                     | mit Hugh Cross                                                                   |
| 1929             | McKinley / Don’t Let Your Deal Go Down                                      | Don’t Let Your Deal Go Down im Original von Charlie Poole                        |
| 1929             | Gonna Raise a Ruckus Tonight / I’m Going to Settle Down                     | mit Hugh Cross                                                                   |
| 1929             | Tell Me / Smiles                                                            | mit Hugh Cross                                                                   |
| 1929             | Dissatisfied / Frankie and Johnny                                           |                                                                                  |
| 1929             | McMichen’s Reel / Rye Straw                                                 | mit Clayton McMichen                                                             |
| 1930             | Dark Town Strutters Ball / Nine Hundred Miles from Home                     |                                                                                  |
| 1930             | Cumberland Valley Waltz / Done Gone                                         | mit Clayton McMichen                                                             |
| 1930             | Ramblin' Boy / Waiting for the Evenin' Mail                                 |                                                                                  |
| 1930             | Billy in the Low Ground / Sally Johnson                                     | mit Lowe Stokes                                                                  |
| 1930             | Moonlight on the Colorado / Somewhere in Old Wyoming                        |                                                                                  |
| 1930             | Prohibition Yes or No / Prohibition Yes or No #2                            | A-Seite mit Lowe Stokes; B-Seite von Clayton McMichen’s Melody Men               |
| 1930 (?)         | The Arkansas Sheik / The Farmer’s Daughter                                  | mit Clayton McMichen                                                             |
| 1930             | Paw’s Old Mule / There’s a Hard Time Coming                                 |                                                                                  |
| 1931             | Twenty One Years / All Bound Down Prison                                    |                                                                                  |
| 1931             | Careless Love / East Bound Train                                            |                                                                                  |
| 1931 (?)         | Lost Love / Saxophone Waltz                                                 | A-Seite mit Bill Helms; B-Seite mit Coley Jones                                  |
| Bluebird Records |                                                                             |                                                                                  |
| 1934             | Old Spinning Wheel / Waiting for the Evenin' Mail                           |                                                                                  |
| 1934             | K.C. Railroad / My Carolina Home                                            |                                                                                  |
| 1934             | Kimball Blues / Hop Light Ladies                                            | mit Ted Hawkins                                                                  |
| 1934             | I’m Drifting Back to Dreamland / Carless Love                               |                                                                                  |
| 1934             | Ragged But Right / I’m Getting Ready to Go                                  |                                                                                  |
| 1934             | My Renfro Valley Home / Wednesday Night Waltz                               |                                                                                  |
| 1934             | My Renfro Valley Home / Wednesday Night Waltz                               | Wiederveröffentlichung                                                           |
| 1934             | Tanner’s Boarding House / On Tanner’s Farm                                  | mit Gid Tanner                                                                   |
| 1934             | Lost Love / I Only Want a Buddy                                             |                                                                                  |
| 1934             | Down in the Valley / Zelma                                                  | mit Ted Hawkins                                                                  |
| 1934             | Saxophone Blues / Puckett Blues                                             |                                                                                  |
| 1934             | I’m Satisfied / Three Nights Drunk                                          | mit Gid Tanner                                                                   |
| 1934             | Four Day Blues / Just as We Used to Do                                      |                                                                                  |
| 1934             | Chain Gang Blues / George Collins                                           |                                                                                  |
| 1935             | Isle of Capri / Roll Back the Carpet                                        |                                                                                  |
| 1935             | My Buddy / Don’t Let Your Deal Go Down                                      |                                                                                  |
| 1935             | Put on an Old Pair of Shoes / Nobody’s Business                             |                                                                                  |
| 1935             | Curly Headed Baby / What’s the Reason I’m Not Pleasin' You                  |                                                                                  |
| 1936             | When I Get Too Old to Dream / In a Little Gypsy Tea Room                    |                                                                                  |
| 1936             | Santa Fe Folk Fiesta / Ole Faithful                                         |                                                                                  |
| 1936             | Back Home in the Smoky Mountains / Bury Me 'Neath the Willow Tree           |                                                                                  |
| 1936             | My Old Mule / I Want to Wander on the Cumberland Mountains                  |                                                                                  |
| 1937             | Carolina Sunshine Girl / Riley’s Henhouse Door                              |                                                                                  |
| 1939             | Let My Peaches Be / Can’t Put That Monkey on My Bag                         |                                                                                  |
| 1939             | Moonlight, Shadows and You / I Wish I Was Single Again                      |                                                                                  |
| 1939             | I Wish I Was a Single Girl Again / Story of the Preacher and the Bear       |                                                                                  |
| 1939             | The Old Apple Tree / Longest Train I Ever Saw                               |                                                                                  |
| 1939             | That Old Irish Mother of Mine / When Irish Eyes Are Smiling                 |                                                                                  |
| 1939             | New Givin' Everything Away / Frankie and Johnny                             |                                                                                  |
| 1939             | When I’m Gone You’ll Soon Forget / How Come You Do Me Like You Do           |                                                                                  |
| 1939             | Red River Valley / I Told Them All About You                                |                                                                                  |
| 1939             | Back on the Texas Plains / Way Out There                                    |                                                                                  |
| 1940             | I Get the Blues When It Rains / Tie Me to Your Apron Strings Again          |                                                                                  |
| 1940             | Take Me Back to My Boots and Saddle / Oh Johnny Oh                          |                                                                                  |
| 1940             | South of the Border / Red Sails in the Sunset                               |                                                                                  |
| 1940             | Whistle and Blow Your Blues Away / Margie                                   |                                                                                  |
| 1940             | When I Grow Too Old to Dream / It’s a Sin to Tell a Lie                     |                                                                                  |
| 1940             | Walking My Baby Back Home / Ma, He’s Making Eyes at Me                      |                                                                                  |
| 1940             | When I’m Back in Tennessee / Get Out and Get Under the Moon                 |                                                                                  |
| 1940             | Playmates / Nobody’s Business                                               |                                                                                  |
| 1941             | Tuck Me to Sleep in My Old Kentucky Home / ?                                |                                                                                  |
| 1941             | Where the Shy Little Violets Grow / Railroad Boomer                         |                                                                                  |
| Decca Records    |                                                                             |                                                                                  |
| 1937             | There’s More Pretty Girls Than One / There’s More Pretty Girls Than One #2  | mit Red Jones                                                                    |
| 1937             | Short Life of Trouble / The Cat Came Back                                   | A-Seite mit Red Jones                                                            |
| 1937             | Poor Boy / Altoona Freight Wreck                                            | A-Seite mit Red Jones                                                            |
| 1937             | Take Me Back to My Carolina Home / Gulf Coast Blues                         |                                                                                  |
| 1937             | The Broken Engagement / Moonlight on the Colorado                           | mit Red Jones                                                                    |